# Paôypêt (gmina)
Paôypêt – gmina (khum) w północno-zachodniej Kambodży, w zachodniej części prowincji Bântéay Méanchey, w dystrykcie ’Âor Chrŏu. Siedzibę administracyjną stanowi miasto Paôypêt.

## Miejscowości
Na obszarze gminy położonych jest 14 miejscowości:

- Koub Touch
- Kaoh Char
- Kuttaksat
- Kbal Spean
- Baliley
- Kilou Lekh Buon
- Tuol Pongro
- Prey Kob
- Andoung Thmor Meas
- Stoeng Bat
- Toul Prasat
- Prachea Thorm
- Ou Neang
- Ou Roesey